# Total quality management
Total quality management (TQM) (ook: Integrale kwaliteitszorg (IKZ)) is een managementstroming die gericht is op voortdurende verbetering van algemene bedrijfsprestaties, en een focus legt op het voldoen aan klanteisen en de bedrijfsstrategie.

## Bedrijfsprestaties
De bedrijfsprestaties omvatten: leiderschap, kwaliteitsmanagement van leveranciers, vastlegging van visie en planning, evaluatie, procesbeheersing en verbetering, productontwerp, verbetering van het kwaliteitssysteem, werknemersparticipatie, erkenning en beloning, opleiding en training, en klantgerichtheid.

## Principe van TQM
Het centrale idee is dat het efficiënter is om alle activiteiten in eenmaal goed te doen. Hiermee bespaart de organisatie tijd op correcties, mislukte producten en serviceverlening (zoals garantiereparaties). Hierdoor zou de organisatie uiteindelijk kosten besparen. Het is zowel toepasbaar binnen productiebedrijven als binnen dienstverlenende organisaties. Het doel van TQM is de goede dingen de eerste keer goed te doen en dat telkens weer. Hammet omschrijft 7 basisprincipes van TQM.
- De klant bepaalt de kwaliteit.
- Het verbeteren van kwaliteit vereist het opstellen van effectieve kwaliteit meetsystemen. Zuivere gegevens zijn een vereiste en persoonlijke meningen dienen te worden uitgesloten.
- Mensen die binnen systemen werken creëren kwaliteit.
- Kwaliteit is een bewegend doel. Het vereist toewijding naar continue verbetering.
- Preventie in plaats van detectie is de sleutel tot het produceren van hoge kwaliteit.
- Kwaliteit moet in het ontwerp zitten en variaties moeten zo veel mogelijk worden uitgesloten.
- Het topmanagement moet leiderschap bieden en alle kwaliteitsinitiatieven ondersteunen.

Een aantal TQM-stromingen maakt gebruik van kwaliteitscirkels, zoals die van Deming. In tegenstelling tot het radicale Business Process Reengineering biedt TQM incrementele veranderingen.